# Empezar desde cero
Empezar desde cero es el quinto álbum de estudio del grupo mexicano RBD. Se lanzó simultáneamente en México y Estados Unidos el 20 de noviembre de 2007. El 21 de junio de 2008 se lanzó a la venta la edición fan del disco que contenía tres temas inéditos más contenido bonus track de DVD.
El álbum contiene cuatro temas escritos por cada uno de los integrantes de la agrupación, Maite, Dulce María, Alfonso y Christopher, incluidos en la edición estándar y la edición fan del mismo. El disco pertenece al género pop latino y pop rock. El álbum recibió una nominación a los Grammy Latinos 2008 como mejor álbum vocal pop dúo o grupo.
En Estados Unidos debutó en el primer puesto del Billboard Latin Pop Albums y Billboard Top Latin Albums, posicionándose en el puesto sesenta del Billboard 200. En México se posicionó en el cuarto puesto del chart —donde vendió 300 000 copias—. En dicho país recibió cuatro discos de platino. El disco es certificado doble disco de platino en Venezuela por sus más de 30 mil copias vendidas. En Colombia es certificado disco de platino por sus 20 mil copias vendidas, y es certificado disco de oro en Brasil y Argentina. En España el álbum se posicionó en el puesto cuatro, además de recibir disco de oro.
Como parte de la promoción, el 8 de octubre de 2007 se lanzó el primer sencillo, «Inalcanzable». El sencillo logró posicionarse en el segundo puesto de Billboard Latin Pop Songs. Ganó el premio a la combinación perfecta en los Premios Juventud y video latino del año en los Premios Orgullosamente Latino. El 29 de enero de 2008 se lanzó el segundo sencillo titulado «Empezar desde cero», interpretado solo por Maite Perroni. El video se filmó en México, D. F. y fue dirigido por Esteban Madrazo. El tercer y último sencillo del álbum, «Y no puedo olvidarte», se lanzó el 5 de junio de 2008. Fue interpretado en vivo en la quinta entrega de los Premios Juventud. No contó con video musical.

## Antecedentes
En 2006, el grupo lanzó su tercer álbum de estudio, titulado Celestial, e inmediatamente realizó una gira para promocionar el CD, titulada Celestial World Tour 2007. Meses después del comienzo de la gira, en 2007, el grupo anunció que las grabaciones de un nuevo álbum podrían comenzar después del final de dicho circuito de presentaciones. A diferencia de lo afirmado por la banda, aún con la gira en curso, entre publicidad y eventos de negocios que el grupo realizó, RBD comenzó a grabar el álbum, Empezar desde cero, el 30 de agosto de 2007. La grabación del disco duró un mes y se realizó en México, D. F. y Los Ángeles.
Este álbum contó con la colaboración de los miembros de la banda, a excepción de Anahí y Christian Chávez, quienes ayudaron a componer algunos de los temas que integran la lista de canciones. Las composiciones de Alfonso Herrera y Christopher Uckermann están presentes en la edición estándar del álbum, lanzado en noviembre de 2007 y en las otras versiones publicadas del CD, mientras que las canciones escritas por Maite Perroni y Dulce María fueron lanzadas solo en la edición fan del disco.

## Portadas
En la portada principal se utilizó un fondo negro, con letras simples, remarcando en color rojo algunas letras.
En la portada de la edición estándar del disco se puede observar a los seis integrantes del grupo, sentados en bancas y sillas de madera. Anahí se encuentra semirrecostada, utilizando un vestido color verde y una chaqueta negra de cuero, mientras se toma un mechón de cabello. Atrás de ella se observa a Christian, utilizando un pantalón color caqui, una remera blanca y un suéter negro. Se ve al cantante sosteniendo la mano de Maite, ella utiliza un vestido negro y a la par de Maite, se encuentra sentada en la parte de atrás de Dulce María. La cantante se encuentra sentada en una banca de madera, al lado de Anahí, utilizando un vestido negro y suéter gris. Por detrás se encuentran Alfonso, utilizando una chaqueta de cuero negra, y Christopher sentado a su lado vestido de forma similar.
La portada de la edición fan es solo el logo de la banda y del álbum, con un fondo de color al estilo papiro. El backstage de la sesión fue transmitido por el programa La oreja, sobre la sesión Alfonso comentó «No está todo tan producido, en cuestión vestuario, sino es algo demasiado relajado porque como su nombre lo dice, es empezar desde cero».

## Lanzamiento y producción
En agosto de 2007 el productor Pedro Damián anunció el lanzamiento del nuevo disco para finales de noviembre de ese año, a su vez reveló que se eligieron alrededor de doce temas luego de haber escuchado 1000 canciones aproximadamente, y que a su vez podría contener temas escritos por los integrantes de la banda.
El disco se lanzó a la venta mundialmente el 20 de noviembre de 2007. Fue grabado en México, D. F. y en Los Ángeles, Estados Unidos. La producción fue realizada por Carlos Lara y Armando Ávila. Contiene 13 canciones en las que algunos de los miembros de RBD participaron en su composición, como en «Sueles volver» y «Si no estás aquí». El primer sencillo promocional de Empezar desde cero fue «Inalcanzable»; este sencillo se lanzó mundialmente en las estaciones de radio el 8 de octubre de 2007.
En las tiendas de Walmart, se lanzó la Enhanced Edition, que incluye un DVD titulado "Así es RBD". El bonus DVD incluye una hora de un reportaje exclusivo nunca antes visto, videos, y actuaciones en vivo.
El 21 de junio de 2008 salió a la venta Empezar desde cero: Edición fan, versión que incluye tres canciones inéditas: «Tal vez mañana» escrita por la integrante Maite Perroni  «Te daría todo» escrita por la integrante Dulce María,  y «Estar bien», canción en la que son acompañadas por el grupo Kudai y la cantante Eiza González, siendo parte de la campaña "Elige estar bien". El 8 de julio de 2008 se organizó una conferencia de prensa para presentar la edición especial del disco, la cual no contó con la presencia de uno de sus integrantes, debido a su debut en su carrera como solista. Maite Perroni. En Argentina la edición fan del disco incluía un bonus track con sus antiguos sencillos y fue lanzado el 18 de febrero de 2008.
El último sencillo del álbum fue «Y no puedo olvidarte», el cual no contó con ninguna promoción por parte de la compañía disquera. Esto fue debido a que el sencillo fue lanzado al mismo tiempo que RBD lanzó el comunicado de su desintegración, provocando la cancelación de la promoción de Empezar desde cero, para dar comienzo a la grabación de su última producción Para olvidarte de mí.
En este álbum el grupo vuelve a apostar por varios covers interpretados en español como "Amor Fugaz" que originalmente se llama "Love is all there is" de 1999 y que es interpretada por la cantante israelí Dana International el cual viene incluida en su álbum "Free". 
"Fuí la niña" el cual es una adaptación del tema "Being a good girl" de la cantante finlandesa Marita Taavitsainen y el cual RBD junto con el compositor Armando Ávila la adaptaron al español. "Extraña Sensación" originalmente llamada "Let´s see where it go" compuesta por Jonathan Radford Mead e interpretada por el grupo estadounidense Radford en el año 2000.

## Promoción

### Sencillos
El primer sencillo del álbum fue «Inalcanzable». Fue confirmado como sencillo oficial durante la conferencia de prensa de la agrupación por el "Día de RBD" que tuvo lugar el 4 de octubre de 2007. El 8 de octubre de 2007 la canción se lanzó a la venta a través de descarga digital. El sencillo debutó en el primer lugar de Billboard Latin Pop Airplay y Billboard Latin Tropical Airplay, posicionándose en el sexto puesto de Billboard Hot Latin Songs. La canción fue bien recibido por la crítica y ercibió nominaciones en los Premios Lo Nuestro, Premios Orgullosamente Latino y Premios Juventud. El video fue dirigido por Esteban Madrazo, y filmado el 7 de noviembre de 2007.
El 29 de enero de 2008 se lanzó el segundo sencillo del álbum titulado «Empezar desde cero». Fue elegido a través de una votación realizada por el sitio web Esmas. Fue interpretado solo por Maite Perroni y el resto de la agrupación en los coros. El tema debutó en el puesto diecisiete del Billboard Latin Pop Songs y en el puesto cuarenta y dos del Billboard Latin Airplay y Billboard Hot Latin Songs. El video musical fue filmado el 28 de febrero de 2008 en México, D.F. y estrenado el 25 de marzo del mismo año por Ritmoson Latino, contó con un estilo ochentero.
El 19 de abril de 2008 se anunció el último sencillo del álbum titulado «Y no puedo olvidarte». El sencillo no contó con video musical debido al anuncio de desintegración del grupo. Fue interpretado en vivo el 17 de julio de 2008 durante los Premios Juventud, siendo esta la primera y última vez que lo interpretaron en una premiación.
Otras canciones
El 21 de junio de 2008 se lanzó la canción «Estar bien», incluida en la Fan Edition del álbum. Fue interpretada junto al grupo chileno Kudai y la mexicana Eiza González. El tema fue parte de la campaña "Elige estar bien contigo", que busca salvar a los jóvenes de enfermedades como la obesidad, la anorexia y la bulimia. En abril de 2008 se realizó la grabación del video en México, D. F., durante 10 horas de filmación.

### Interpretaciones en vivo
La promoción del disco comenzó el 1 de noviembre de 2007, cuando RBD interpretó «Inalcanzable» por primera vez en el Evento 40 en México. En noviembre de 2007 la agrupación presentó el sencillo en el programa mexicano "Mojoe". El 12 de diciembre de 2007, RBD se presentó sin Alfonso en los "Premios Fox Sports" interpretando su sencillo «Inalcanzable». El 15 de diciembre de 2007 se presentan en la primera entrega de los Mi TRL Awards otorgados por MTV Tr3s, interpretando «Inalcanzable». En diciembre de 2007 se presentan en el "Teletón México" interpretando los sencillos de sus anteriores álbumes e interpretan el tema «Inalcanzable».

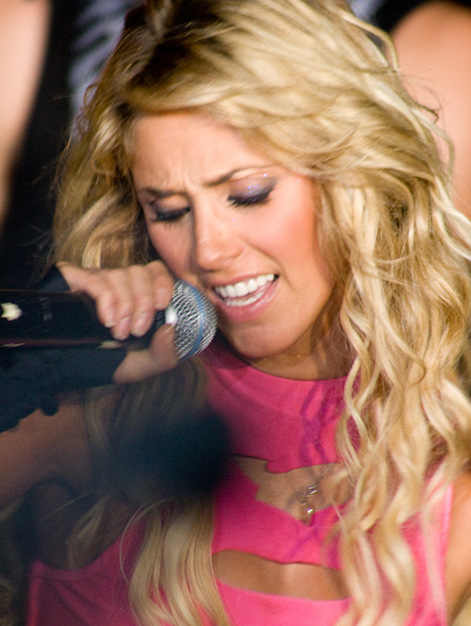
Anahí interpretando durante la presentación en Rumania

El 26 de enero de 2008, RBD se presentó en el "Evento Oye: El padre de todos los eventos" en la México D.F. interpretando nuevamente el sencillo. El 1 de febrero de 2008, RBD se presentó en las festividades previas al Super Bowl XLII interpretando sus mejores temas e «Inalcanzable». El 10 de febrero de 2008 se presentaron en el programa "En Familia con Chabelo" interpretando sus dos sencillos «Inalcanzable» y «Empezar desde cero». El 24 de febrero de 2008 el grupo se presentó en "Boom Box en estudio" interpretando «Inalcanzable». En 2008 presentaron «Inalcanzable» en el programa "Noche de Estrellas" conducido por Yuri. El 4 de marzo de 2008 se presentaron en el programa estadounidense "Despierta América" interpretando «Empezar desde cero» e «Inalcanzable». El mismo día se presentaron en el programa "Escándalo TV" interpretando nuevamente los sencillos. El 20 de marzo de 2008 presentan el sencillo «Inalcanzable» en el programa estadounidense "Feliz 2008" conducido por Don Francisco. El 25 de marzo de 2008 se presentaron en la gala del canal TVE en España, interpretando su sencillo «Inalcanzable». El 19 de junio de 2008 el grupo se presentó en el concierto EXA de Monterrey, estando ausentes Anahí por enfermedad y Maite Perroni por las grabaciones de "Cuidado con el Ángel". En 2008, RBD se presentó en el Evento 40 organizado por los 40 Principales interpretando sus sencillos «Inalcanzable», «Empezar desde cero» e «Y no puedo olvidarte».
El 13 de julio de 2008, RBD presentó su sencillo «Y no puedo olvidarte» en la segunda temporada del programa "Ya es 1/2 día en China", en esta ocasión no contaron con la presencia de Maite. El 17 de julio de 2008 se presentaron en la quinta entrega de los "Premios Juventud", interpretando «Y no puedo olvidarte», en dicha premiación no estuvo presente Maite por estar en la grabación de su novela "Cuidado con el Ángel". El 19 de julio de 2008 se presentaron en el concierto organizado en Monterrey por el aniversario de los 50 años de Televisa interpretando «Y no puedo olvidarte» e «Inalcanzable». El 24 de julio de 2008 se presentan en "El Programa del Millón" interpretando su último sencillo «Y no puedo olvidarte». El 27 de julio de 2008 el grupo presentó junto a Kudai el tema «Elige estar bien» en el cierre de "El Programa del Millón". El 25 de octubre de 2008 se presentaron en el concierto EXA transmitido por Telehit en vivo, finalizando la promoción del álbum y dando comienzo a su gira del adiós.

### Tour
El 15 de febrero de 2008 comienzan su gira promocional por Estados Unidos, titulada "Empezar desde cero USA Tour" que recorrió 17 ciudades en dicho país. El 11 de abril de 2008 la gira "Empezar desde cero Tour" sigue su curso por Latinoamérica, Bolivia fue el primer país donde interpretaron sus éxitos.
La gira recibió críticas mayormente positivas y un excelente desempeño comercial. El 19 de abril de 2008 se presentan en Bolivia, reuniendo más de 21 000 espectadores. RBD se presentó en Brasil agotando las entradas en los seis conciertos otorgados en dicho país, 12 000 personas en Río de Janeiro, 7000 espectadores, durante tres noches seguidas en Sao Paulo, otras 6000 personas se reunieron en Manaus. En Brasilia, se presentaron ante más de 500 000 personas, rompiendo el récord de los Rolling Stones, donde se grabó el DVD Live in Brasilia. En septiembre, se realizó una serie de conciertos en Eslovenia, las entradas de sus dos conciertos programados se agotaron en solo treinta minutos rompiendo récords de ventas.
En 2008, Poll Star dio a conocer los cien mejores conciertos vendidos en el año, RBD llegó en el número cuarenta y nuevo con 166 839 entradas vendidas desde enero de 2008 hasta junio del mismo año. Las ventas del tercer trimestre de Poll Star clasificó a RBD en el número cuarenta y ocho en el top cien con 301 015 entradas vendidas desde enero de 2008 hasta septiembre del 2008. Las ventas finales de Pollstar desde enero de 2008 hasta diciembre de 2008 demostraron que RBD tuvo un total de 367 346 entradas vendidas para el 2008. RBD logró 4 400 000 de dólares en ventas de entradas según North American dates.
La gira llegó a su fin el 4 de octubre de 2008 cuando el grupo anunció su separación y dio comienzo a su último tour, titulado "Gira del Adiós", la cual comenzó el 1 de noviembre de 2008 y en la cual se interpretaron algunos de los temas del álbum. El 29 de noviembre de 2008 en Sao Paulo se grabó Tournée do Adeus, el último DVD de la agrupación. Fue lanzado a la venta el 25 de noviembre de 2009 solo en Brasil.

## Recepción

### Crítica
El álbum recibió mayormente críticas positivas, muchos críticos describen el álbum como "maduro" y elogian la evolución musical de los seis integrantes, especialmente de las integrantes femeninas. Jason Birchmeier del sitio web Allmusic, describió que el álbum no es tan divertido como sus antecesores, en especial el primero, Rebelde, pero agrega que «es un bienvenido cambio hacia la madurez de las estrellas del pop adolescente», agregando: «El resultado es un grupo de canciones con temas líricos más reflexivos y actuaciones más sentidas de RBD», y finalmente argumenta que las canciones del álbum son tan buenas que quizá hasta los enemigos de la música de la agrupación podrían quedar gratamente sorprendidos. Judy Cantor-Navas, director del portal Rhapsody, a su vez, no adjuntó una nota al álbum, pero opinó que, como Jason Birchmeier menciona, el álbum «señala una fase más madura de la banda» y que «el tema que da título es animoso e infeccioso de los hits de RBD».

Jason Birchmeier, del sitio web Allmusic, sostuvo que Empezar desde Cero es un grupo de canciones con temas líricos más reflexivos y actuaciones más sentidas de RBD.

Leila Cobo, editora del portal Walmart.com, reseñó «Empezar Desde Cero es más de lo mismo de RBD, es decir, pegadizo, pop bonito que se adhiere estrechamente a la fórmula ganadora», argumentando que el disco es mayormente interpretado por las integrantes femeninas del grupo, asegurando que ellas tienen mejores voces y sobre todo las mejores canciones. Y por último agrega «Asegúrese de seguir con Empezar Desde Cero todo el camino hasta el final, y usted? Será recompensado con "Extraña Sensación", una pista de baile que puede funcionar tanto para los clubes y espectáculos. Sí, RBD ha mantenido su fórmula pegajosa, pero también están tratando de mantenerse en contacto con una base de fans que está creciendo y ahora es definitivamente de más de 21 años».
Por otro lado, el director del portal Territorio da Música, afiliado a Terra, Rafael Sartori, fue el que le dio al sexteto la crítica más negativo, calificó al disco con dos de cinco estrellas. En su texto, Sartori sostiene que «el sonido pop de RBD es simple y perezoso, con arreglos y melodías destinadas a los niños», agregando que «musicalmente, no representa ningún avance», además de afirmar que la compra del disco es solo para los "fanáticos" de la banda. Los usuarios del sitio MSN Music le dieron 4 estrellas y media.

### Desempeño comercial
En América del Norte, el álbum cosecha un gran éxito. En los Estados Unidos se posiciona en el primer puesto de Billboard Top Latin Albums y Billboard Latin Pop Albums, logrando permanecer 22 y 25 semanas en las listas, respectivamente. En la lista Billboard 200 se posiciona en el puesto sesenta, permaneciendo 5 semanas en el chart. En 2008, Keith Caulfield de Billboard reveló que según Nielsen SoundScan el álbum logró vender alrededor de 102 000 copias en los Estados Unidos. En México, debutó en el sexto puesto del Mexican Albums Chart, ascendiendo en su quinta semana a la cuarta posición, siendo esta su mejor posición, logrando 43 semanas en el Top 100. Tras todo, fue certificado como cuatro discos de platino por la Asociación Mexicana de Productores de Fonogramas y Videogramas (AMPROFON), por la venta de 300 000 copias.
En Europa, el álbum tuvo una aceptable recepción. En España, logró debutar en la cuarta posición del Spanish Albums Chart, siendo esta su mejor posición y manteniéndola por dos semanas consecutivas. El álbum logra mantenerse 25 semanas en el Top 100 de PROMUSICAE. Gracias a ello, Productores de Música de España (PROMUSICAE) le otorgó disco de oro por la venta de 40 000 copias en el país. Por otro lado, en Croacia, Empezar desde cero alcanzó el puesto 30 del Croatian International Albums Chart.
En América del Sur, el álbum obtuvo una buena recepción desde su lanzamiento. En Argentina alcanzó el puesto diecisiete del ranking mensual publicado por CAPIF. Gracias a ello, la Cámara Argentina de Productores de Fonogramas y Videogramas le otorgó disco de oro por la venta de sus 20 000 copias en el país. En Brasil, la Associação Brasileira dos Produtores de Discos (ABPD) le otorgó disco de oro por la venta de 20 000 copias en el país. En Venezuela, fue certificado como doble disco de platino por la Asociación Venezolana de Intérpretes y Productores de Fonogramas (AVINPRO), por la venta de 30 000 copias. En el mismo mes, fue reconocido como disco de platino por la Asociación Colombiana de Productores de Fonogramas  (ASINCOL), tras vender 20 000 copias.

## Lista de canciones
- Edición estándar

| Empezar desde cero |                        |                                                          |          |  |
| N.º                | Título                 | Escritor(es)                                             | Duración |  |
| 1.                 | «Empezar desde cero»   | Armando Ávila                                            | 3:14     |  |
| 2.                 | «Y no puedo olvidarte» | Carlos Lara                                              | 3:56     |  |
| 3.                 | «Inalcanzable»         | Carlos Lara                                              | 4:14     |  |
| 4.                 | «No digas nada»        | Armando Ávila, Ángel Reyero                              | 3:20     |  |
| 5.                 | «El mundo detrás»      | Sonia Molina, Dany Tomas                                 | 3:50     |  |
| 6.                 | «Hoy que te vas»       | Armando Ávila, Ángel Reyero                              | 3:09     |  |
| 7.                 | «Llueve en mi corazón» | Mauricio Arriaga, J. Eduardo Murguía                     | 3:19     |  |
| 8.                 | «Fui la niña»          | Armando Ávila                                            | 3:29     |  |
| 9.                 | «A la orilla»          | Carlos Lara, Pedro Damián                                | 4:40     |  |
| 10.                | «Amor fugaz»           | Michael Garvin, Carlos Lara, Winston Sela, Anthony Smith | 3:40     |  |
| 11.                | «Sueles volver»        | Güido Laris, Charly Rey, Christopher Uckermann           | 3:29     |  |
| 12.                | «Si no estás aquí»     | Alfonso Herrera, Güido Laris                             | 3:26     |  |
| 13.                | «Extraña sensación»    | Kay Hanley, Carlos Lara, Jonathan Mead                   | 4:13     |  |
| 48:37              |                        |                                                          |          |  |

| Enhanced edition |                            |                                       |          |  |
| N.º              | Título                     | Escritor(es)                          | Duración |  |
| 14.              | «Ser o parecer»            | Armando Ávila                         | 3:31     |  |
| 15.              | «Sólo quédate en silencio» | Mauricio Mauricio Arriaga             | 3:37     |  |
| 16.              | «Nuestro amor»             | Memo Méndez Guiu, Emil "Billy" Méndez | 3:34     |  |
| 17.              | «Sálvame»                  | DJ Kafka, Max Di Carlo, Pedro Damián  | 3:43     |  |
| 18.              | «Tu amor»                  | Diane Warren                          | 4:38     |  |
| 19.              | «Rebelde»                  | DJ Kafka, Max Di Carlo                | 3:32     |  |
| 20.              | «CD-ROM track»             |                                       |          |  |
| 73:44            |                            |                                       |          |  |

- Empezar Desde Cero [Fan Edition]

| Fan edition |                                                                                       |                                             |          |  |
| N.º         | Título                                                                                | Escritor(es)                                | Duración |  |
| 14.         | «Tal vez mañana»                                                                      | Maite Perroni, Orlando Calzada, Guido Laris | 3:36     |  |
| 15.         | «Te daría todo»                                                                       | Dulce María, Gonzalo Schroeder              | 3:39     |  |
| 16.         | «Estar bien» (Feat. Kudai & Lola)                                                     | Carlos Lara, Pedro Damián                   | 3:09     |  |
| 17.         | «Inalcanzable» (Videoclip - bonus DVD)                                                |                                             | 4:14     |  |
| 18.         | «Empezar desde cero» (Videoclip - bonus DVD)                                          |                                             | 3:15     |  |
| 19.         | «Making of "Inalcanazble"» (Bonus DVD)                                                |                                             | 4:29     |  |
| 20.         | «Making of "Empezar desde cero"» (Bonus DVD)                                          |                                             | 4:13     |  |
| 21.         | «Inalcanzable, empezar desde cero, y no puedo olvidarte» (Karaoke tracks - bonus DVD) |                                             | 11:40    |  |
| 1:23:05     |                                                                                       |                                             |          |  |

| Edición Argentina - Bonus Track |                            |                                       |          |  |
| N.º                             | Título                     | Escritor(es)                          | Duración |  |
| 14.                             | «Ser o parecer»            | Armando Ávila                         | 3:31     |  |
| 15.                             | «Sólo quédate en silencio» | Mauricio Mauricio Arriaga             | 3:37     |  |
| 16.                             | «Nuestro amor»             | Memo Méndez Guiu, Emil "Billy" Méndez | 3:34     |  |
| 17.                             | «Sálvame»                  | DJ Kafka, Max Di Carlo, Pedro Damián  | 3:43     |  |
| 18.                             | «Tu amor»                  | Diane Warren                          | 4:38     |  |
| 19.                             | «Rebelde»                  | DJ Kafka, Max Di Carlo                | 3:32     |  |
| 1:10:31                         |                            |                                       |          |  |

## Créditos y personal
Créditos por Empezar desde cero, publicados por MSN Music.
| - Compositor - Alfonso Herrera, Carlos Lara, Güido Laris, Jonathan Mead, Kay Hanley, Winston Sela, Christopher Uckermann, Maite Perroni, Dulce María, Pedro Damián - Productor musical - Carlos Lara, Emilio Ávila, Gustavo Borner, Pedro Damián - Mixing - Armando Ávila, Juan Carlos Moguel, Gustavo Borner - Masterización - Gustavo Borner - Ingeniería de sonido - SuperSpy, Simon Sampath-Kumar, Dorian Crozier, Jason Coons - Artista primario - RBD | - A&R - Fernando Grediaga - Coros - Armando Ávila, Carlos Moguel - Sintetizadores - Tommy Barbarella, Jon McLaughlin, Will Owsley, Isaac Hasson - Batería - Gregg Bissonette - Percusión - Ken Chastain, John Fields - Bajo - Jimmy Johnson - Teclado - John Gilutin, Ruy Folguera |

## Posicionamiento y certificaciones
| País           | Lista (2008)               | Mejor Posición |
| -------------- | -------------------------- | -------------- |
| España         | Spanish Albums Chart       | 4              |
| Estados Unidos | Billboard 200              | 60             |
| Estados Unidos | Billboard Top Latin Albums | 1              |
| Estados Unidos | Billboard European Albums  | 62             |
| Estados Unidos | Billboard Latin Pop Albums | 1              |
| México         | Mexican Albums Chart       | 4              |
| Croacia        | Croacia Albums Chart       | 30             |

| País      | Lista (2008)           | Mejor Posición |
| --------- | ---------------------- | -------------- |
| Argentina | Argentina Albums Chart | 17             |

| País           | Listas (2008)                | Posición |
| -------------- | ---------------------------- | -------- |
| Estados Unidos | Billboard - Top Latin Albums | 16       |
| Estados Unidos | Billboard - Latin Pop Albums | 9        |

| País      | Organismo certificador | Certificación    | Ventas certificadas | Ref.                   |
| --------- | ---------------------- | ---------------- | ------------------- | ---------------------- |
| Argentina | CAPIF                  | Oro              | 20 000              | [ 14 ]                 |
| Brasil    | ABPD                   | Oro              | 30 000              | [ 13 ] [ 98 ]          |
| Colombia  | ASINCOL                | Platino          | 20 000              | [ 12 ] [ 99 ]          |
| España    | PROMUSICAE             | Oro              | 40 000              | [ 15 ] [ 12 ]          |
| México    | AMPROFON               | 4x Platino + oro | 370 000             | [ 100 ] [ 101 ] [ 91 ] |
| Venezuela | AVINPRO                | 2x Platino       | 30 000              | [ 11 ] [ 102 ] [ 103 ] |

## Premios y nominaciones
El álbum Empezar desde cero fue nominado en distintas ceremonias de premiación. A continuación, una lista con algunas de las candidaturas que obtuvo el álbum:
| Año  | Premiación                    | Categoría                             | Resultado |
| ---- | ----------------------------- | ------------------------------------- | --------- |
| 2008 | Grammy Latinos 2008           | Mejor álbum vocal pop dúo o grupo     | Nominados |
| 2008 | Billboard Latin Music Awards  | Latin pop álbum del año - dúo o Grupo | Nominados |
| 2008 | Premios Orgullosamente Latino | Disco latino del año                  | Nominados |
| 2008 | Premios Juventud              | Me muero sin ese CD                   | Nominados |
| 2009 | Premio Lo Nuestro             | Álbum del año                         | Nominados |

## Historial de lanzamiento
- Edición estándar

| País           | Fecha                   | Formato              | Discográfica |
| -------------- | ----------------------- | -------------------- | ------------ |
| México         | 20 de noviembre de 2007 | CD, Descarga digital | EMI          |
| Estados Unidos | 20 de noviembre de 2007 | CD, Descarga digital | EMI          |
| Colombia       | 20 de noviembre de 2007 | CD, Descarga digital | EMI          |
| Venezuela      | 20 de noviembre de 2007 | CD, Descarga digital | EMI          |
| España         | 20 de noviembre de 2007 | CD, Descarga digital | EMI          |
| Brasil         | 20 de noviembre de 2007 | CD, Descarga digital | EMI          |
| Ecuador        | 20 de noviembre de 2007 | CD, Descarga digital | EMI          |
| Chile          | 20 de noviembre de 2007 | CD, Descarga digital | EMI          |
| Argentina      | 18 de febrero de 2008   | CD, Descarga digital | EMI          |
| Portugal       | 4 de agosto de 2008     | CD, Descarga digital | EMI          |

- Edición Fan

| País           | Fecha               | Formato              | Discográfica |
| -------------- | ------------------- | -------------------- | ------------ |
| México         | 21 de junio de 2008 | CD, Descarga digital | EMI          |
| Estados Unidos | 21 de junio de 2008 | CD, Descarga digital | EMI          |
| Colombia       | 21 de junio de 2008 | CD, Descarga digital | EMI          |
| Venezuela      | 21 de junio de 2008 | CD, Descarga digital | EMI          |
| Brasil         | 21 de junio de 2008 | CD, Descarga digital | EMI          |
| Argentina      | 21 de junio de 2008 | CD, Descarga digital | EMI          |
| Ecuador        | 21 de junio de 2008 | CD, Descarga digital | EMI          |
| Chile          | 21 de junio de 2008 | CD, Descarga digital | EMI          |
| España         | 1 de julio de 2008  | CD, Descarga digital | EMI          |